# Orangerie (Schlossgarten Stuttgart)

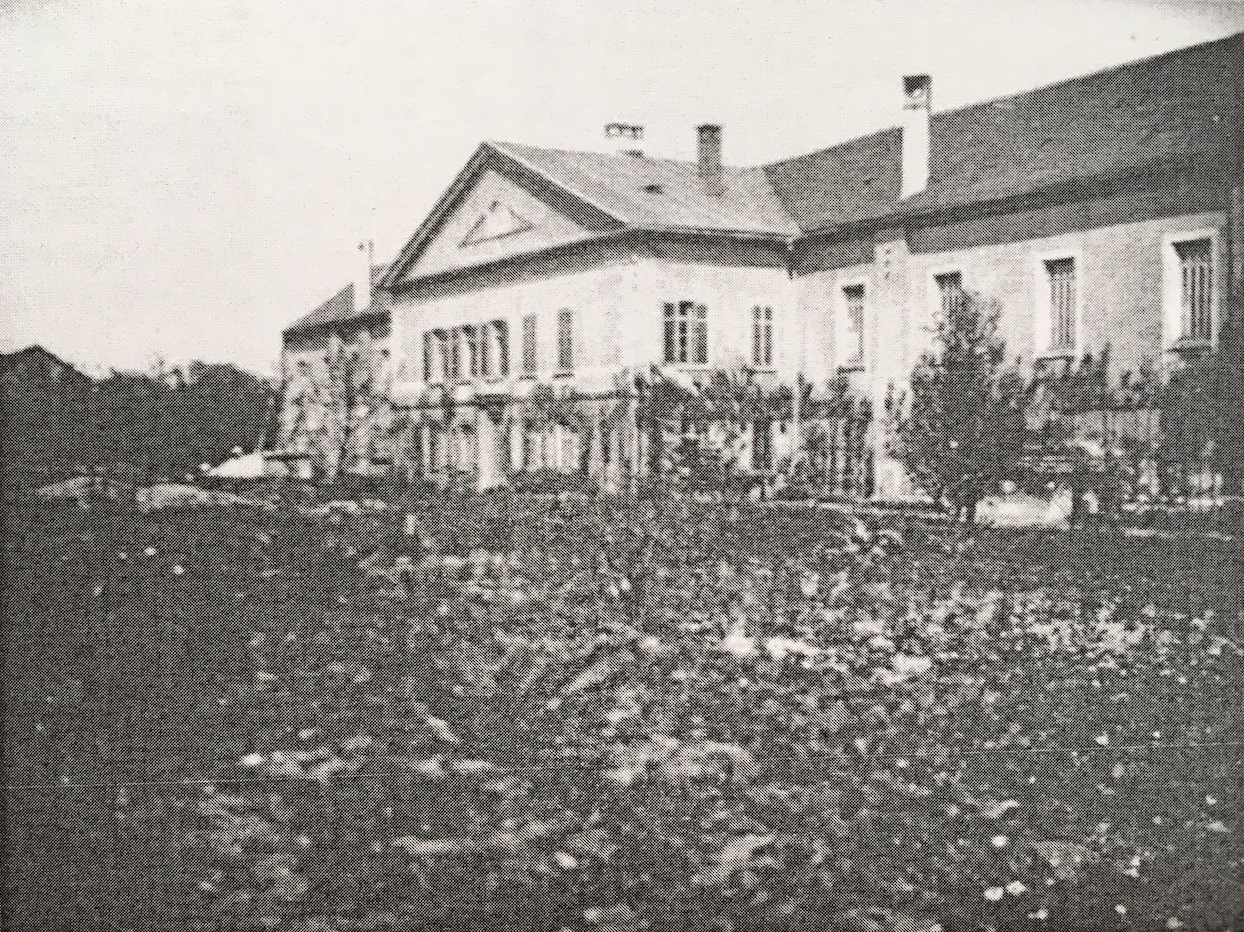
Rückansicht des Orangeriegebäudes um 1900

Die Orangerie war von 1818 bis 1908 ein klassizistisches Orangeriegebäude im königlichen Schlossgarten der württembergischen Hauptstadt Stuttgart. Es diente zur Überwinterung von Zitrusbäumen. Zum Neubau des Stuttgarter Hauptbahnhofs wurde es 1908 abgerissen.

## Lage
Stadtpläne von Stuttgart zeigen ab 1818 die genaue Lage im heutigen Gleisfeld des Stuttgarter Hauptbahnhofes (ca. Gleis 14–16), bzw. am nordöstlichen Rands des neuen Tiefbahnhofs S21.

## Das Gebäude
Ein Bauplan des Gebäudes findet sich im Stadtarchiv. Der Architekt des Gebäudes war Johann Gottfried Klinsky, aus dessen Feder das 1810 erbaute, „recht exotisch wirkende“ Vogelhaus auf dem großen Rondell des damaligen Schlossgartens stammte. Nach Klinskys Entwurf wurde in den Jahren 1818/19 das Orangeriegebäude errichtet. Ein ca. 120 Meter langes Gebäude, das parallel zur damaligen Ludwigsburger Straße verlief. Entlang des Gebäudes, in nördlicher Weiterführung der heutigen Königstraße, führte der sogenannte „Philosophen Weg“ der für den Aufenthalt von Kindern und Kinderwagen freigegeben war.
Eine Federzeichnung des Architekten zeigt eine frühe Ansicht, mit einer Fassade aus 45 Fenstern. Eine spätere Aquarellmalerei von Caspar Obach von 1830 zeigt die Vorderseite mit nur 23 Fenstern. Die spätere Ansicht findet man auf mehreren weiteren Darstellungen von A. Federer von 1908. Es ist anzunehmen, dass die frühere Ansicht des Architekten nur ein Entwurf war und abweichend realisiert wurde, oder das Gebäude wurde schon wenige Jahre nach dem Bau verändert.
Durch zwei ca. fünf Meter hohe Flügeltüren an den Längsseiten nach Südwest und Nordost konnte man das Gebäude vermutlich mit Wagen befahren. Die 23 Fenster (nachweislich ab 1830) an der Längsseite nach Südost, sorgten für viel Licht im Innenraum. Sechs im Fußboden verlaufende Warmluftschächte wurden in den kalten Monaten mit einem Ofen beheizt. Mittig auf der Rückseite befand sich ein zweistöckiges, unterkellertes Gärtnergebäude nach Nordwest. In diesem Teil der Anlage gab es Kammern für den königlichen Hofgärtner, den Gärtnergesellen und für Gartengerätschaften.

## Geschichte

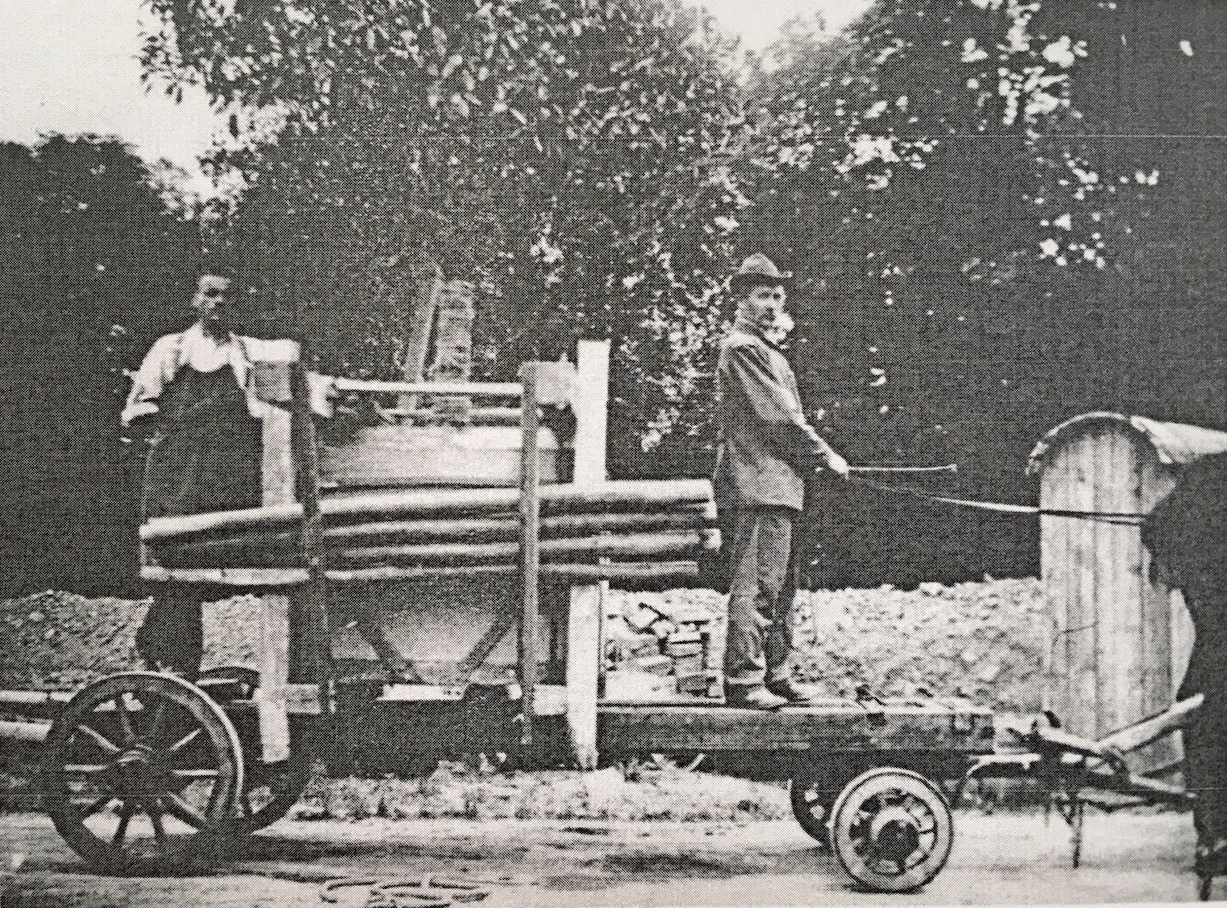
Stuttgarter Gärtner transportieren einen Orangenbaum

In Stuttgart wurden bereits vor der Errichtung des Orangeriegebäudes exotische Pflanzen kultiviert. Nach der Fertigstellung des neuen Lusthauses 1555 ließ Herzog Christoph im sogenannten Lustgarten (heute Bereich Oberer Schlossgarten) einen Pomeranzengarten anlegen. Hanns Baum schreibt im Stuttgarter Tagblatt um 1924: „Herzog Christoph ließ sich 1552 aus Mailand Pomeranzen und Adamsäpfelbäume kommen und legte in Stuttgart die erste Orangerie in Deutschland an. Aus Lucca kamen Zitronen und Limonenbäume dazu, indianische Feigenbäume gesellten sich dazu, sizilianische Rohrzucker- und Pflaumenbäume ergänzten den exotischen Park. Das war der Anfang der Orangerie, die an befreundete Höfe wie nach München und Durlach Bäumchen für die Gärten sandten. Nun: mit der Zeit hat sich eben manches geändert; aber ein Stäubchen Poeßie und Romantik ist noch geblieb für uns … In den Arkaden der Orangerie, an epheuumschlingenden Säulen vorbei, kannst du eine schöne Stunde verträumen, weltvergessen, alltagsentrückt.“
1817 wurden unter Leitung des Vorstandes der Bau- und Gartendirektion, Direktor v. Seyffer und Oberhofgärtner Bosch (kurz nach Amtsantritt des neuen Königs Wilhelm I.) Orangenbäume in Pflanzkübeln von Ludwigsburg nach Stuttgart verlegt. Zur Überwinterung der wertvollen Bäume wurde das Orangeriegebäude erbaut.
In einem Artikel des Schwäbischen Merkurs wird 1902 von Willy Widmann erwähnt: „Heute noch sind mehrere, nach der mündlichen Überlieferung aus Alexandrien bezogene, nun etwa 400 Jahre alte Orangenbäume aus Herzog Christofs Lustgarten vorhanden und im botanischen Garten bezw. im Küchengarten vor dem Orangeriegebäude aufgestellt, wo sie sich der sorgsamsten Pflege des Hofgärtners Hering erfreuen.“
Der Heimatforscher Gustav Wais berichtet: „Die Bäume, deren stärkste Exemplare noch aus dem Pomeranzenhaus des Herzog Christoph (1550) stammen, wurden im Sommer jeweils um den Oberen See aufgestellt“. Alfred Ehmann (* 17. September 1872, † Januar 1955), Schloßgarteninspektor 1925–1936, erinnert sich, dass die 400 Bäume teilweise einen Durchmesser von bis zu vier Meter hatten und die Früchte für die königlichen Bowlen verwendet wurden.
1848 fand in der königlichen Orangerie im Schlossgarten eine Blumenausstellung statt.
1908 wurde das Gebäude abgerissen. An seiner Stelle wurde eine Erweiterung des Gleisfeldes für den heutigen Hauptbahnhof errichtet. Mehrere der bis zu 400 Jahre alten Bäume fanden in der Wilhelma Zuflucht. Luftangriffe in der Nacht vom 19. auf den 20. Oktober 1944 zerstörten die Pflanzen und versetzten die Wilhelma in einen ruinösen Zustand.